# John Spencer (Autor)
John Leslie Spencer (* 1954) ist ein britischer Autor von zahlreichen Sachbüchern, zum einen über paranormale Phänomene wie Gespenster, Poltergeister und UFOs, zum anderen über Unternehmensführung. 
Er ist von Beruf Buchhalter und leitete sieben Jahre lang den Verulam Writers Circle.

## Veröffentlichungen
- mit Hilary Evans (Hrsg.): UFOs, 1947–1987: The 40-year search for an explanation. Fortean Tomes, 1987, ISBN 1870021029; Neuausgabe: Phenomenon: Forty Years of Flying Saucers. Avon, 1989, ISBN 0380706547
- Perspectives: A Radical Examination of the Abduction Phenomenon. Macdonald, 1990, ISBN 0356186776
- UFOs: The Definitive Casebook. Hamlyn, 1991, ISBN 0600572234
  - Geheimnisvolle Welt der UFOs. Sichtungen, Entführungen, Kontakte. Mit einem Vorwort von Erich von Däniken. Bertelsmann-Club, Gütersloh 1992
- (Hrsg.): The Ufo Encyclopedia. Headline Book Publishing, 1991, ISBN 0747234949
- mit Adrian Pruss: Managing Your Team: How to Organise People for Maximum Results. Piatkus, 1992, ISBN 0749911107
  - Top-Teams. Der Königsweg zu mehr Flexibilität, Effizienz und Erfolg im Betrieb. Droemer Knaur, München 1995, ISBN 3-426-83020-5
- mit Anne Spencer: The Encyclopedia of Ghosts and Spirits. Headline Book Publishing, 1992, ISBN 0747205086
- Gifts of the Gods? Are UFOs Alien Visitors or Psychic Phenomena? Virgin, 1994, ISBN 0863698212
- mit Anne Spencer: Fifty Years of UFOs. Boxtree, 1997, ISBN 1852839244
  - Fünfzig Jahre UFOs. Heyne, München 1998, ISBN 3-453-12925-3
- mit Anne Spencer (Hrsg.): The Unexplained: The Ultimate Gateway to the World of the Unknown. Simon & Schuster, 1997, ISBN 0684819856
  - Geheimnisvolle Phänomene. Eine faszinierende Reise ins Unbekannte. Multimediales Erlebnis mit beiliegender CD-ROM. Bertelsmann-Club, Rheda-Wiedenbrück 1998